# Burgstall Waltenstein
Der Burgstall Waltenstein ist eine abgegangene Höhenburg auf dem Mursberg in der Gemeinde Walding im Bezirk Urfahr-Umgebung von Oberösterreich. Der Mursberg (388 m) mit seinen Befestigungsanlagen Waltenstein, Schwarzgrub und Eppenberg diente vermutlich als Rückzugsgebiet bei Einfällen der Hunnen, der Avaren oder der Magyaren. Die Bewohner retteten sich bei übermächtigen feindlichen Angriffen in erster Linie auf den Mursberg, um dann im Notfalle weiter im „Nordwald“ zu verschwinden.

## Geschichte
Um 1146 besaß Adelramus II. von Waldeck-Feistritz (* um 1085–1090, † vor 1158) Waltenstein. Dieser stammte aus dem Geschlecht der Herren von Traisen und war (in zweiter Ehe) Schwiegersohn des Rudolf von Perg. Er nannte sich auch „von Waltenstein“ oder „von Eppenberg“. Seine beiden Ehen blieben ohne männliche Erben bzw. seine zweite mit Richenza von Perg geschlossene Ehe wurde geschieden. Adalram und Richenza scheinen als Wohltäter für das Erzbistum Salzburg und das Stift Wilhering auf. Ein Walter von Waltensteine wird dabei als Zeuge genannt. Kaiser Friedrich I. entschied am 15. Jänner 1158, dass Waltenstein mit Ottensheim und Pesenbach als Geschenk zum Chorherrenstift St. Marien an der Feistritz kam. Waltenstein scheint dann an die Orter gekommen zu sein. Ein Ortolf von Waltenstein und Tollet, stammend aus der Linie der Herren von Ort und verheiratet mit Alhait de Waltenstein, wird zwischen 1160 und 1172 erwähnt. Später scheint Waltenstein als Dominikalgut der Griesbach-Waxenberger auf.
In einer weiteren Urkunde ist von der Witwe des Chunrad Ungnad und ihre Verwandten die Rede, diese verzichteten am 21. Dezember 1348 zu Gunsten Wulfgang Ungnads auf Waltenstein, das noch um 1373 in Urkunden von St. Florian angeführt wird. Am 13. April 1415 verkaufte Hans Dretmacher dem Ritter Andreas der Herleinsperger den Sitz Waltenstein und übergab am 5. Februar 1457 dem Stifte Wilhering den Hof auf dem Mursberg. Waltenstein war damals ein Lehen von Reinprecht V. von Walsee.
Die Kapelle vor dem Meierhof wurde 1886 erbaut.

## Burgstall Waltenstein heute
Die Burg Waltenstein lag am Mursberg in der Nähe des Waltensteinergutes. Drei Seiten ergaben durch eine Granitkuppe eine verteidigungsfähige Position. Die Fläche des Burgplatzes betrug 60 × 80 m. Zu Beginn des 20. Jahrhunderts waren tiefe Umwallungsgräben und ein hoher dazwischenliegender Wall zu erkennen. Gegen Norden war die Hochburg durch einen hohen Wall geschützt. Vermutlich war diesem noch ein Außengraben vorgelagert. Auf dem Felsplateau waren die Fundamentmauern erkennbar. Damals wurden von dem Waltensteiner Bauern Steine der Burgmauer für den eigenen Hausbau entnommen.
Der Burghügel ist heute noch erkennbar. Die beiden Abschnittsgräben wurden jedoch verfüllt. An Stelle der Vorburg dehnt sich heute eine Wohnsiedlung aus.
Sämtliche mittelalterliche Bodenfunde auf der Fläche des Burgstalls sowie den umliegenden Feldern belegen ebenfalls die Existenz der ehemaligen Höhenburg. Beispiele dafür sind neben Pfeilspitzen und Armbrustbolzen auch Keramikscherben, Knöpfe, Münzen sowie eine Scheibenfibel.
Ein unterhalb des Burgstalls gefundenes neolithisches Steinbeil sowie weitere jungsteinzeitliche und bronzezeitliche Funde auf mehreren umliegenden Feldern halten die Möglichkeit einer prähistorischen Besiedlung des Burgstalls und des vorgelagerten fruchtbaren Landes durchaus offen. Das wäre in dieser Region nicht einzigartig, so konnte erst vor wenigen Jahren eine prähistorische Besiedlung des Areals vom Burgstall Schwarzgrub bestätigt werden.